# Тінь Ендера
Тінь Ендера (англ. Ender's Shadow) (1999) являє собою паралельний науково-фантастичний роман американського автора  Орсона Скотта Карда, який відбувається одночасно з романом «Гра Ендера» і зображує деякі з тих же подій з точки зору Боба, що підтримує персонажа в оригінальному романі. Спочатку роман був названий «Urchin», але перед його випуском назва була змінена на «Shadow Ender's». «Тінь Ендера» була включена в  список Локус в 2000 році.

## Сюжет
Боб, головний герой, є бездомною дитиною, що живе в нетрях вулиці Роттердама приблизно в 2170 році після втечі в дитинстві з незаконної лабораторії  генетичної інженерії. Будучи дуже розумним і надзвичайно молодим, Боб в основному займається потребою в їжі. Він приєднується до великої банди дітей на чолі з дівчиною на ім'я Поке і створює систему, в якій всі вони можуть отримувати харчування на місцевій суп-кухні.
Зокрема, група отримує хулігана, Ахіллес (вимовляється як «Ах-Йшов» Французьке вимова), щоб бути їх захисником. Однак Ахілл стає все більш безжалісним.
На щастя для Боба, його неймовірний розум, творчість і рішучість привертають його увагу сестри Карлотти, черниці, яка вербує дітей для боротьби з війною проти Баггер. На тренувальному об'єкті, в Бойовій школі, розум Боба стає очевидним. Мало того, що він розумніший середнього, він розумніший будь-якої іншої дитини в Бойовій школі, включаючи Ендера Віггіна. Незважаючи на інтелект Боба, Ендер був обраний для порятунку людства від Баггер. Боб починає розкривати секрети і істини про школу і намагається зрозуміти, яких якостей у Ендер немає, поки йому не наказано скласти «гіпотетичний» список для армії Ендер і додає себе в список.
Спочатку Ендер, схоже, не визнає блиск інтелекту Боба, але час показує, що він вирощував Боба як свою тактичну підтримку, поставивши його на чолі неортодоксального взводу, щоб спростувати вчителів, які розробили гру, і перемогти їх спроби перекинути баланс переваг проти суперників Ендер.
Усюди по книзі основна тема спирається на боротьбу Боба з адміністрацією Міжнародного Флоту, яка, схоже, схиляється зламати Ендер, навіть якщо це означає вбивство. Усюди по всьому цьому Бобу доводиться боротися з появою Ахілла і його власної боротьби, щоб зрозуміти, що робить Ендер людиною.
Він також потоваришував зі старшим хлопчиком на ім'я Микола, якого тягне до Боба через їх схожості. Незабаром після дослідження сестри Карлотта з'ясовує, що обидва хлопці є генетичними близнюками, за винятком генетичних поліпшень Боба. Повернувшись в лабораторію, вчений Волеску повернув ключ Антона, а це означало, що тіло Боба ніколи не перестане рости — в тому числі і його мозок — до передчасної смерті у віці від п'ятнадцяти до двадцяти п'яти років. Сестра Карлотта гарантує, що Боб буде жити з Миколою і його батьками після війни. Крім того, в книзі зображена перша зустріч Боба з Ахіллесом.
В кінці розповіді, після того, як вони перемагають «жукерів», Боб об'єднується зі своїми справжніми батьками і Миколою.